# Rosenák István
Rosenák István (Budapest, 1901. március 5. – New York, 1990. október 14.) sebészorvos.

## Életpályája
Rosenák Miksa (1867–1959) sebészorvos, hitközségi elöljáró és Behr Blanka (1881–1965) írónő fiaként született. Középiskolai tanulmányait a budapesti VII. kerületi Barcsay-utcai Magyar Királyi Állami Főgimnáziumban (1910–1918) végezte, majd a Budapesti Tudományegyetem, a Bonni Egyetem és a pécsi Erzsébet Tudományegyetem hallgatója volt. Orvosi oklevelének megszerzése után Carl Garré svájci sebészprofesszor asszisztenseként és Max Verworn fiziológus laboratóriumában dolgozott. Hazatérése után a Verebély Tibor által vezetett I. számú Sebészeti Klinika műtőnövendéke lett. 1928-tól a Szent Rókus Kórháznál állt alkalmazásban, előbb segédorvosként, 1931-től alorvosként. 1930-ban sebész és ortopédiai szakvizsgát tett. 1933 októberében a Pesti Izraelita Hitközség elöljárósági ülésén kinevezték a Kaszab Aladár és Józsa Poliklinika sebészi osztályának rendelőorvosává. A második világháború idején az Amerikai Egyesült Államokba emigrált. 1948-ban az Amerikai Magyar Orvosok Egyesületének ügyvezető titkárává választották.

## Művei
- Adatok a verejtékmirigyek tömlős daganataihoz. (Orvosképzés, 1928, 2.)
- Az elephantiasisról. (Gyógyászat, 1929, 35.)
- Az ízületi chondromatosisról. Puskás Imrével. (Gyógyászat, 1930, 24–25.)
- A lép erőművi sérüléseiről 19 eset kapcsán. (Gyógyászat, 1934)
- A pajzsmirigybetegedések műtéti javallatai. (Gyógyászat, 1936, 43–44.)
- A kézhát szokatlan myalgiájáról. Horn Sándorral. (Gyógyászat, 1940, 27–28.)
- A gyomor és nyombélfekélyek gyógyítása vagatomiával. (Orvosi Hetilap, 1947, 49.)